# Procurator van San Marco

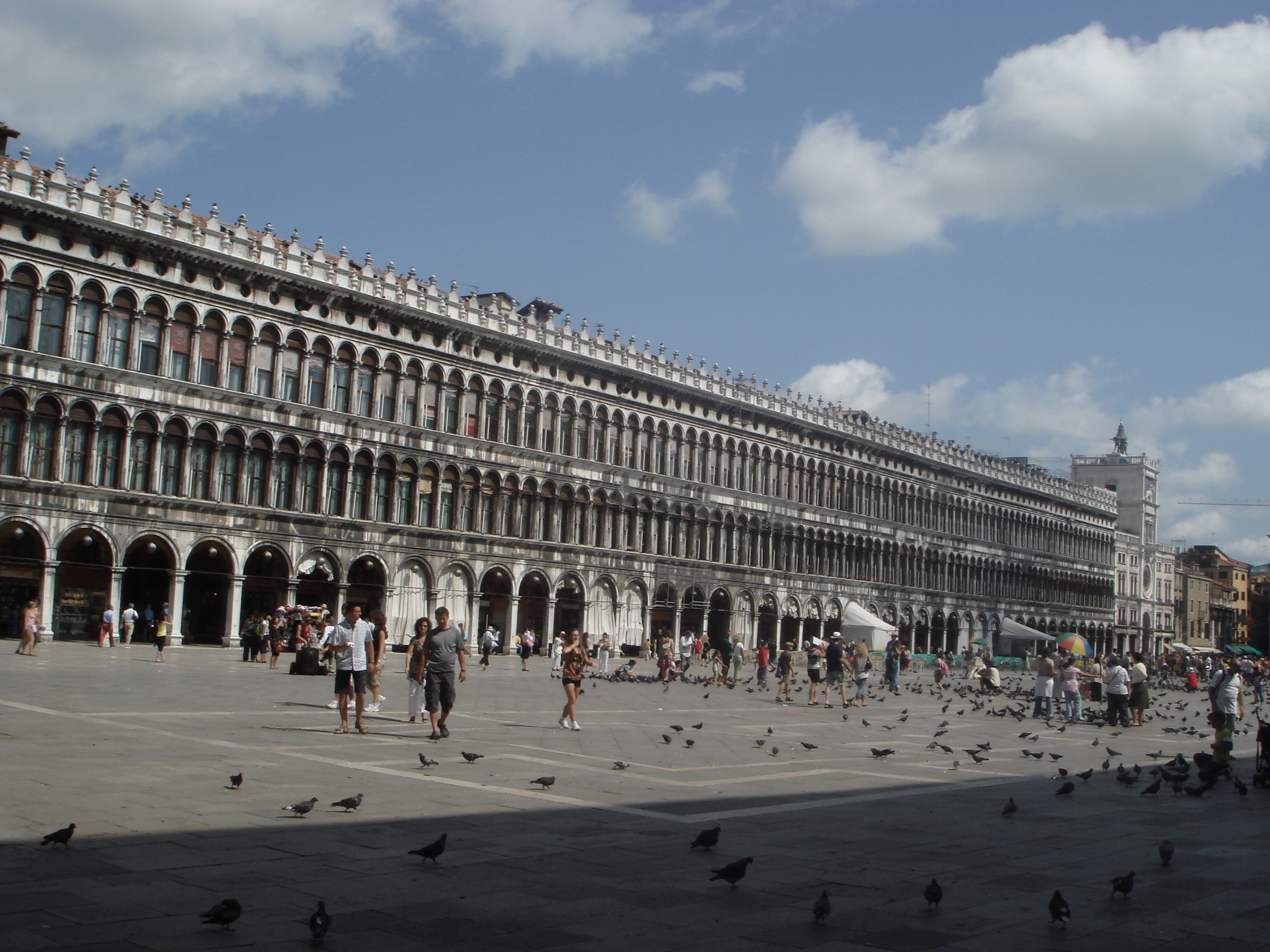
Ambtswoning van de procuratoren op het San Marcoplein

Een procurator van San Marco (Latijn: procurator operis beati Marci) was ten tijde van de Venetiaanse Republiek een hoge ambtenaar, die de doge of staatshoofd van Venetië rechtstreeks bijstond. Zijn ambtelijke taken waren financieel van aard. Het ambt werd bekleed door rijke patriciërs van de stad en was een benoeming voor het leven. De procuratoren woonden in de Procuratie Vecchie op het San Marcoplein.

## Republiek Venetië
Oorspronkelijk in de 11e eeuw was de procurator van San Marco de kerkbestuurder van de basiliek van San Marco. Hij hield zich bezig met de financiën van de constructie van de basiliek en met het kerkpersoneel. Vanaf 1231 werden er twee procurators benoemd en vanaf 1319 drie. De procurator hield zich niet alleen bezig met de rijkste basiliek van de republiek. Ambtshalve was hij ook verantwoordelijk voor de openbare financiën van stadswijken, voor openbare gebouwen, voor de uitvoering van de (talrijke) testamenten van burgers (soort notarisambt) alsook de opvang van wezen en geestesgestoorden. De procurators mochten voortaan deelnemen, zonder stemrecht, aan de Grote Raad of Raad van Tien. Het ambt van procurator werd na dat van de doge het machtigste ambt van de republiek. Hun aanspreektitel was 'Missier'. Op het hoogtepunt van hun macht waren er negen procurators in Venetië:
- drie procuratori de Supra (letterlijk: voor hierboven): kerkbestuurders van de basiliek van San Marco
- drie procuratori de Citra (letterlijk: voor deze kant, hieronder verstaan van het Canal Grande): voor de sestieri[3] of stadswijken San Marco, Cannaregio en Castello
- drie procuratori de Ultra (letterlijk: voor de overkant van het Groot Kanaal): voor de stadswijken Dorsoduro, Santa Croce et San Polo.

Het ambt van procurator van San Marco kon voor de rijkste patriciërs de springplank zijn naar het ambt van doge, zoals bijvoorbeeld met Pietro Lando.
Tijdens de Grote Turkse Oorlog was de Republiek in geldnood omwille van de opbouw van haar oorlogsvloot. De procurators van San Marco mochten, met pauselijke goedkeuring, kloostergebouwen aanslaan en verkopen. De reusachtige opbrengst ging naar de schatkist.
Bij de Vrede van Campo Formio (1797) hield de Republiek Venetië op te bestaan en werd ze in stukken opgedeeld. Er waren geen doges meer. Nochtans bleef het ambt van procurator van San Marco opvallend verder bestaan. De Procuratoria werd de kerkfabriek van de basiliek van San Marco.

## 20e eeuw en vandaag
Bij koninklijk besluit van 9 juli 1931 werd het ambt van procurator van San Marco wettelijk vastgelegd. Er zijn vandaag zeven procurators, twee benoemd door de aartsbisschop-patriarch van Venetië en vijf door de minister van Binnenlandse Zaken. De Procuratoria is verantwoordelijk voor alle kerkbezittingen, restauraties, bewaking en ander personeel van de basiliek.